# Jay Mohr
Jay Mohr (født 23. august, 1970 i Verona, New Jersey, USA) er en amerikansk skuespiller og stand-up-komiker. Han er måske bedst kendt for sin rolle som professor Rick Payne i tv-serien Ghost Whisperer, som han medvirkede i, i to år. Han er også kendt for at spille titelrollen i CBS sitcom Gary Unmaried, der løb fra 2008 til 2010.
Jay var gift med Nicole Chamberlain mellem november 1998 og december 2004 og har et barn med hende. Han har været gift med Nikki Cox siden 29. december 2006.
I 2010 spillede han rollen som Billy i Clint Eastwoods dramafilm Hereafter.